# Emiliano Figueroa Larraín

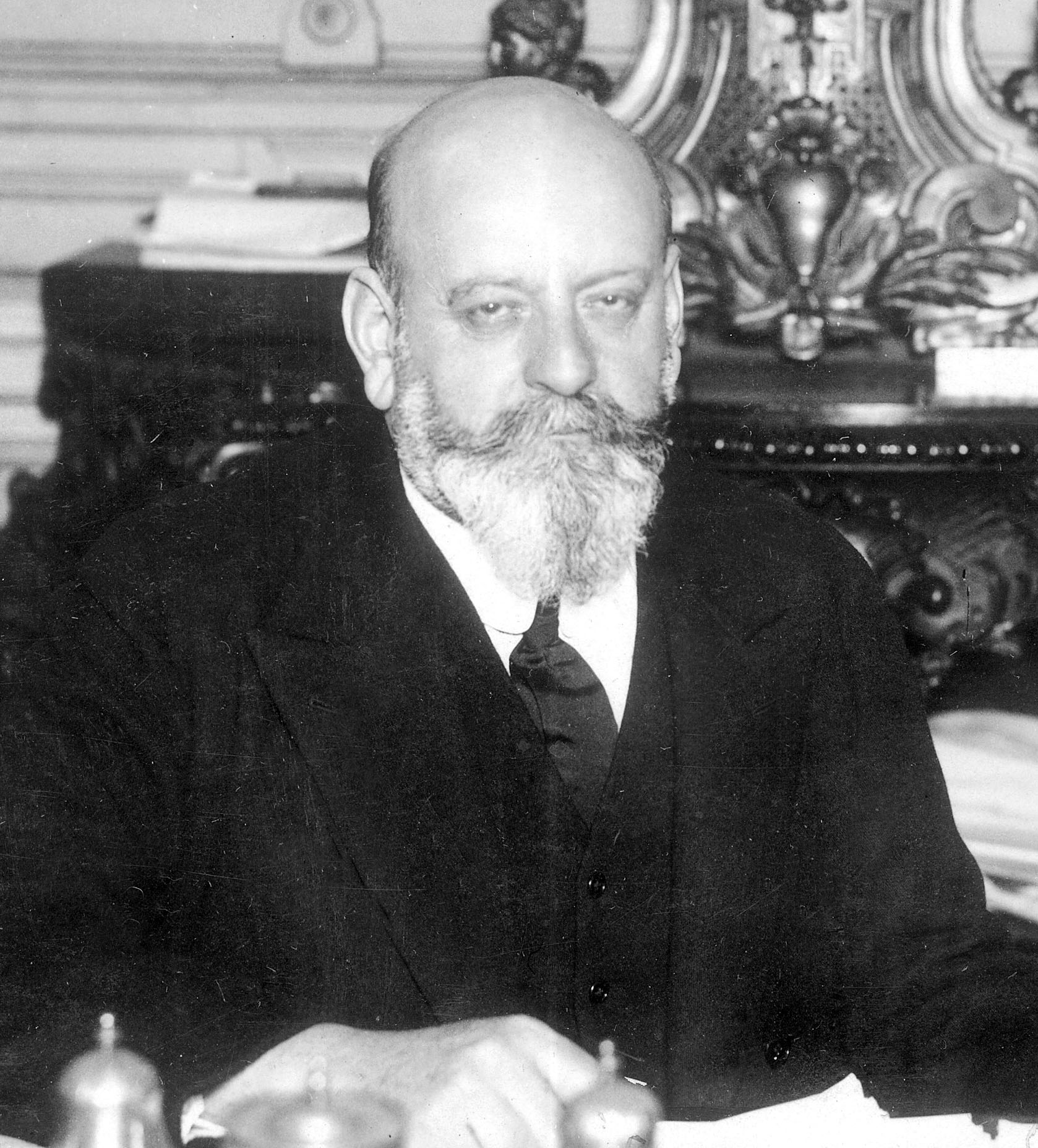
Emiliano Figueroa Larraín

Emiliano Figueroa Larraín (* 12. Juli 1866 in Santiago de Chile; † 16. Mai 1931 ebenda) war ein chilenischer Diplomat und Politiker. Zweimal amtierte er für kurze Zeit als Präsident seines Landes.

## Leben
Figueroa wurde als sechstes von neun Kindern geboren. Er besuchte das Jesuiten-Kolleg in Santiago und studierte bis 1889 an der Universidad de Chile Rechtswissenschaften. Im selben Jahr heiratete er Leonor Sánchez Vicuña, mit der er vier Kinder hatte.
Er trat eine Stelle in der Regionalverwaltung von Santiago an, wo er unter dem Onkel seiner Frau arbeitete, der ein enger Vertrauter von Präsident José Manuel Balmaceda war. 1891 wurde er nach San Bernardo versetzt und dort als glühender Anhänger des Präsidenten vom Aufstand gegen Balmaceda überrascht.
Ab 1900 saß er im chilenischen Abgeordnetenhaus, Präsident Pedro Montt Montt ernannte ihn 1907 für kurze Zeit zum Justiz- und Bildungsminister und 1909 zum Innenminister. Als Präsident Montt im August 1910 unerwartet in Bremen verstarb und sein Vizepräsident Elías Fernández Albano im folgenden Monat ebenfalls starb, übernahm Figueroa übergangsweise am 6. September 1910 die Aufgaben des amtierenden Präsidenten.
Auch wenn seine Präsidentschaft zeitlich begrenzt war, bis im Dezember der Sieger der Wahlen vom Oktober verfassungsgemäß sein Amt antreten sollte, hatte Figueroa doch eine wichtige repräsentative Funktion zu erfüllen. Am 18. September 1910 feierte Chile nämlich den hundertsten Jahrestag seiner Unabhängigkeit, und Emiliano Figueroa hatte den umfangreichen Feierlichkeiten mit zahlreichen ausländischen Ehrengästen vorzusitzen.
Am 23. Dezember 1910 übergab er das Amt des chilenischen Präsidenten an den Wahlsieger Ramón Barros Luco. Der sandte ihn als Botschafter nach Spanien (1911 bis 1914) und Argentinien (1914 bis 1918). Nach verschiedenen Tätigkeiten in Chile schickten ihn die Verschwörer gegen Präsident Arturo Alessandri auf Geheimmission nach Argentinien, um die Anerkennung einer neuen Regierung auszuloten. Als Präsident Alessandri dann am 1. Oktober 1925 ein zweites und letztes Mal zurückgetreten war, versammelte der siegreiche Putschgeneral Carlos Ibáñez del Campo alle Parteiführer mit Ausnahme der Kommunisten und forderte sie ultimativ auf, sich auf einen gemäßigten (und der Armee genehmen) Kandidaten für die chilenische Präsidentschaft zu verständigen. Nach Verhandlungen, die drei Tage und drei Nächte ohne Unterbrechung andauerten, entschied man sich für Emiliano Figueroa Larraín, der prompt am 24. Oktober für die Zeit bis 1931 gewählt wurde und am 23. Dezember 1925 sein Amt antrat.
Figueroa hatte nicht das persönliche Format und nicht die politische Macht, um sich gegen die Militärjunta und insbesondere gegen General Ibáñez durchzusetzen, der pro forma lediglich als Kriegsminister im Kabinett Figueroa fungierte, in Wirklichkeit jedoch die Armee als den alles entscheidenden Machtfaktor in der chilenischen Politik jener Tage vertrat. Die Rolle des Präsidenten ging nicht weit über die einer eleganten Marionettenfigur hinaus.
Als Anfang 1927 ein offener Streit zwischen der Führung der Marine und des Heeres ausbrach, ernannte Figueroa den heimlichen Machthaber Carlos Ibáñez del Campo zum Innenminister eines neuen Kabinetts; der ergriff prompt eine Reihe drastischer Maßnahmen zum „Erhalt der öffentlichen Ordnung“: Pressezensur und willkürliche Verhaftungen waren an der Tagesordnung. Figueroa gab daraufhin auch den schönen Schein auf, überließ die Amtsmacht in Form der Vize-Präsidentschaft ganz dem General Ibáñez und trat am 4. Mai zurück.
1928 entsandte ihn die Regierung Ibáñez auf den neu geschaffenen Botschafterposten in Peru, mit dem Chile lange Jahre infolge des Salpeterkrieges verfeindet gewesen war. In dieser Position gelang es ihm, den Vertrag unter Dach und Fach zu bringen, der die Gebietsstreitigkeiten um die Regionen Tacna und Arica endgültig beseitigte. 1930 kehrte Figueroa nach Santiago zurück, um Präsident der Zentralbank Chiles zu werden. Am 16. Mai 1931 starb er an den Folgen eines Autounfalls, auf dem Weg zu einer Landpartie mit Freunden.
Emiliano Figueroa galt als Grandseigneur, der noch dem Verständnis von Staat und Politik des 19. Jahrhunderts verhaftet war. In dieser Funktion diente er als idealer Spielball für die rücksichtslosen Machtpolitiker seiner Zeit, denen er als dekoratives Feigenblatt dienen konnte. Manche Kritiker sagen, der konziliante und konsensorientierte Figueroa habe lange Zeit gar nicht erkannt, dass er nur als Opfer einer unwürdigen Charade herhalten musste.